# 神仙伝
『神仙伝』（しんせんでん）は、中国の西晋・東晋時代の葛洪の著したと伝えられる書。ただし、『隋書』経籍志や『抱朴子』の自序・内篇の記述から葛洪が『神仙伝』を記したことは確かだが、現行本は葛洪原作のものから改変が加えられ、収められた仙人のメンバーや文章は旧本とは異なるとする見方が強い。全10巻。

## 概要
神仙伝の漢魏叢書本では、「老子は上三皇のとき元中法師、伏羲のとき鬱華子、（中略）殷湯王のとき錫則子、文王のとき文巴となる。或人曰く、越にあり、斉にあり、呉にあって陶朱公となる」と、この老子に関する記述などは明確に転生を示しており、仏教の影響もみえる。現行本では90人以上の神仙譚がある。
平凡社版の『神仙伝』の解説によると
- 郭璞は、葛洪とは同時代人といってもよく（7歳差の開きがあるだけ）同世代の人物を仙人として扱うのは無理があるだけではなく、『太平広記』に引用された記述に「晋書有伝」という記載がある。これは太平広記が書かれた宋代に「晋書有伝」の文字が入っていたバージョンがあったと同時に、葛洪が（唐の時代に成立した）晋書を参考にしながら『神仙伝』を書けるはずがないので間違い無く後代に追加されたと見ることができる[1]。

## 内容
『漢魏叢書』別史本に基づく平凡社ライブラリー版による。
- 巻一
  - 広成子
  - 老子
  - 彭祖
  - 魏伯陽（中国語版）
- 巻二
  - 白石先生
  - 黄初平
  - 王遠（中国語版）
  - 伯山甫
  - 馬鳴生（中国語版）
  - 李八百（中国語版）
  - 李阿
- 巻三
  - 河上公
  - 劉根
  - 李仲甫
  - 李意期
  - 王興
  - 趙瞿
  - 王遙
  - 李常在
- 巻四
  - 劉安
  - 陰長生（中国語版）
  - 張道陵
- 巻五
  - 泰山老父
  - 巫炎
  - 劉憑
  - 欒巴
  - 左慈
  - 壺公 - 費長房を参照。
  - 薊子訓
- 巻六
  - 李少君
  - 孔元方
  - 王烈
  - 焦先
  - 孫登
  - 呂文敬
  - 沈建
  - 董奉（中国語版）
- 巻七
  - 太玄女
  - 西河少女
  - 程偉の妻（英語版）
  - 麻姑
  - 樊夫人
  - 厳清
  - 帛和
  - 東陵聖母
  - 葛玄
- 巻八
  - 鳳綱（中国語版）
  - 衛叔卿
  - 墨子
  - 孫博
  - 天門子
  - 玉子
  - 沈羲
  - 陳安世
  - 劉政
- 巻九
  - 茅君
  - 孔安国
  - 尹軌
  - 介象
  - 蘇仙公
  - 成仙公
  - 郭璞
  - 尹思
- 巻十
  - 沈文泰
  - 渉正
  - 皇化
  - 北極子
  - 李修
  - 柳融
  - 葛越
  - 陳永伯
  - 董仲君
  - 王仲都
  - 離明
  - 劉京
  - 清平吉
  - 黄山君
  - 霊寿光
  - 李根
  - 黄敬
  - 甘始
  - 平仲節
  - 宮嵩
  - 王真（中国語版）
  - 陳長
  - 班孟
  - 董子陽
  - 東郭延
  - 戴孟
  - 魯女生
  - 陳子皇
  - 封衡